# グルテン関連障害

グルテン関連障害

グルテン関連障害（グルテンかんれんしょうがい、英: gluten-related disorders）は、グルテンが引き起こす疾患の総称。セリアック病（CD)、非セリアック・グルテン過敏症（NCGS）、グルテン失調症、疱疹状皮膚炎、小麦アレルギーを含む。グルテン関連障害の症状を指すためにグルテン不耐症（英: gluten intolerance）やグルテン過敏症（英: gluten sensitivity）が用いられたりするが、不正確なので用いるべきでないという意見が2011年の国際セリアック病シンポジウム等に基づく研究から主張されている。
ラテン語で「糊」を意味する「gluten」から命名されたグルテンは、パン生地が膨らんで形状を保つのを助ける物質として知られる。西洋食の主食として広く見られる。
世界各地でグルテン関連障害が増えている。原因として、米を小麦に替えるなどの食の西洋化や、近年に開発されている新種の小麦に細胞毒性のグルテン・ペプチドがより多く含まれていること、生地の発酵時間の減少によってパン等のベーカリー製品のグルテン含有率が高まっていることなどが指摘されている。

## 種類
専門家の団体から2011年にグルテン関連障害の分類が以下のように提唱された。
- 自己免疫系 - セリアック病、疱疹状皮膚炎、グルテン失調症
- アレルギー系 - 食物アレルギー、小麦依存性運動誘発アナフィラキシー（WDEIA）、Baker's Asthma、接触皮膚炎
- どちらにも当てはまらないもの - 原因不明の失調症、非セリアック・グルテン過敏症

## 除去食
- グルテンフリー・ダイエット